# Natura

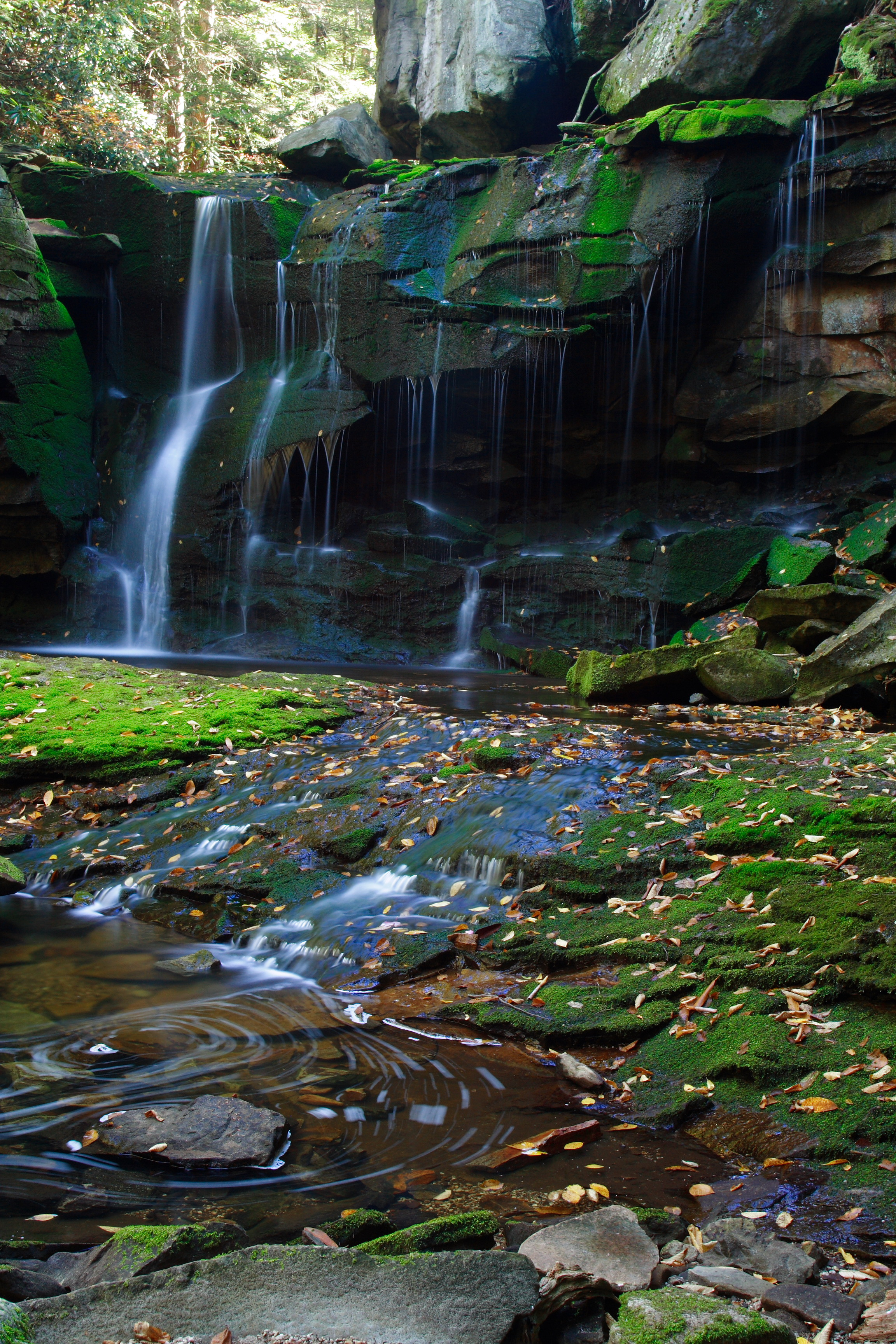
Paesaggio naturale

La natura è l'universo considerato nella totalità dei fenomeni e delle forze che in esso si manifestano, da quelli del mondo fisico a quelli della vita in generale.

## Storia del concetto
Il termine deriva dal latino Natura e letteralmente significa "ciò che sta per nascere": a sua volta deriva dalla traduzione latina della parola greca physis. 
Il concetto di natura come una totalità che va a comprendere anche l'universo fisico è una delle molte estensioni del concetto originale; sin dalle prime applicazioni di base della parola φύσις da parte dei filosofi presocratici, esso è entrato sempre più nell'uso corrente.
Questa concezione è stata riaffermata con l'avvento del moderno metodo scientifico negli ultimi secoli.

## Natura e ambiente

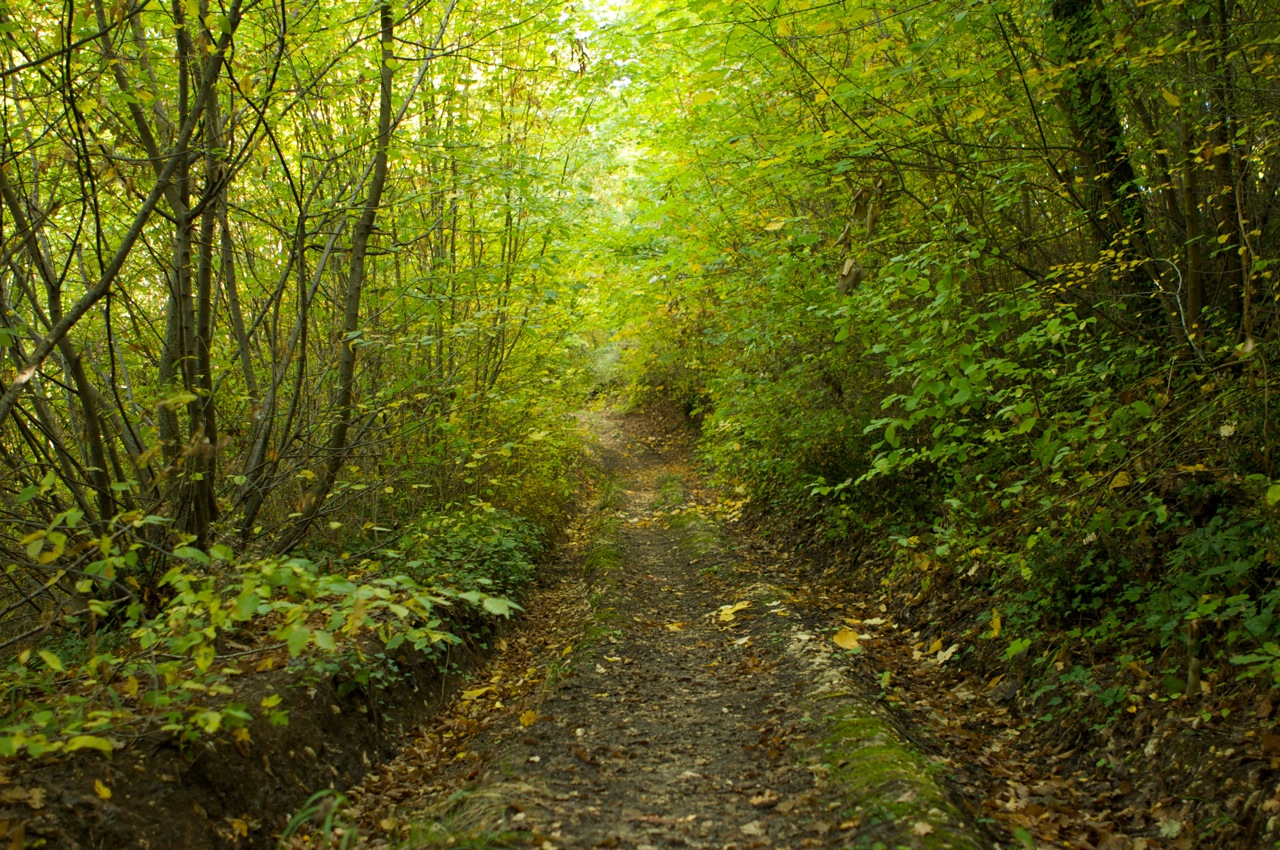
I boschi fanno parte del gruppo della Natura.

La "natura" può riferirsi alla sfera generale delle piante e degli animali, ai processi associati ad oggetti inanimati, al modo in cui determinati tipi di forme esistono ed ai cambiamenti spontanei come i fenomeni meteorologici o geologici della Terra, la materia e l'energia di cui tutte queste realtà sono composte. 
Viene inteso come ambiente naturale il deserto, la fauna selvatica, le rocce, i boschi, le spiagge, i mari e gli oceani, e in generale quelle cose che non sono state sostanzialmente modificate dall'intervento umano, o che persistono nonostante l'intervento dello stesso. 
Ad esempio, i manufatti e le trasformazioni umane in genere non sono considerati parte della natura, venendo preferibilmente qualificati come una natura più complessa.
Più in generale, la natura comprende i seguenti contesti e dimensioni della realtà:

### Terra
La Terra è il luogo primigenio degli esseri umani, che ospita la vita come da noi concepita e conosciuta.
Sulla sua superficie si trova acqua in tutti e tre gli stati (solido, liquido e gassoso) e un'atmosfera composta in prevalenza da azoto e ossigeno che, insieme al campo magnetico che avvolge il pianeta, protegge la Terra dai raggi cosmici e dalle radiazioni solari.
La sua formazione è datata a circa 4,54 miliardi di anni fa.

### Vita

#### Piante
Le piante (Plantae Haeckel, 1866) sono organismi uni o pluricellulari, che comprendono tutti i vegetali, soggetti a nascita, crescita, riproduzione e decesso.

#### Animali
Gli animali comprendono in totale più di 1.800.000 specie di organismi classificati, presenti sulla Terra dal periodo ediacarano. Il numero di specie via via scoperte è in costante crescita, e alcune stime portano fino a 40 volte di più la numerosità accertata. Delle 1,5 milioni di specie animali attuali, 900 000 sono appartenenti solo alla classe degli Insetti.

#### Ecosistemi

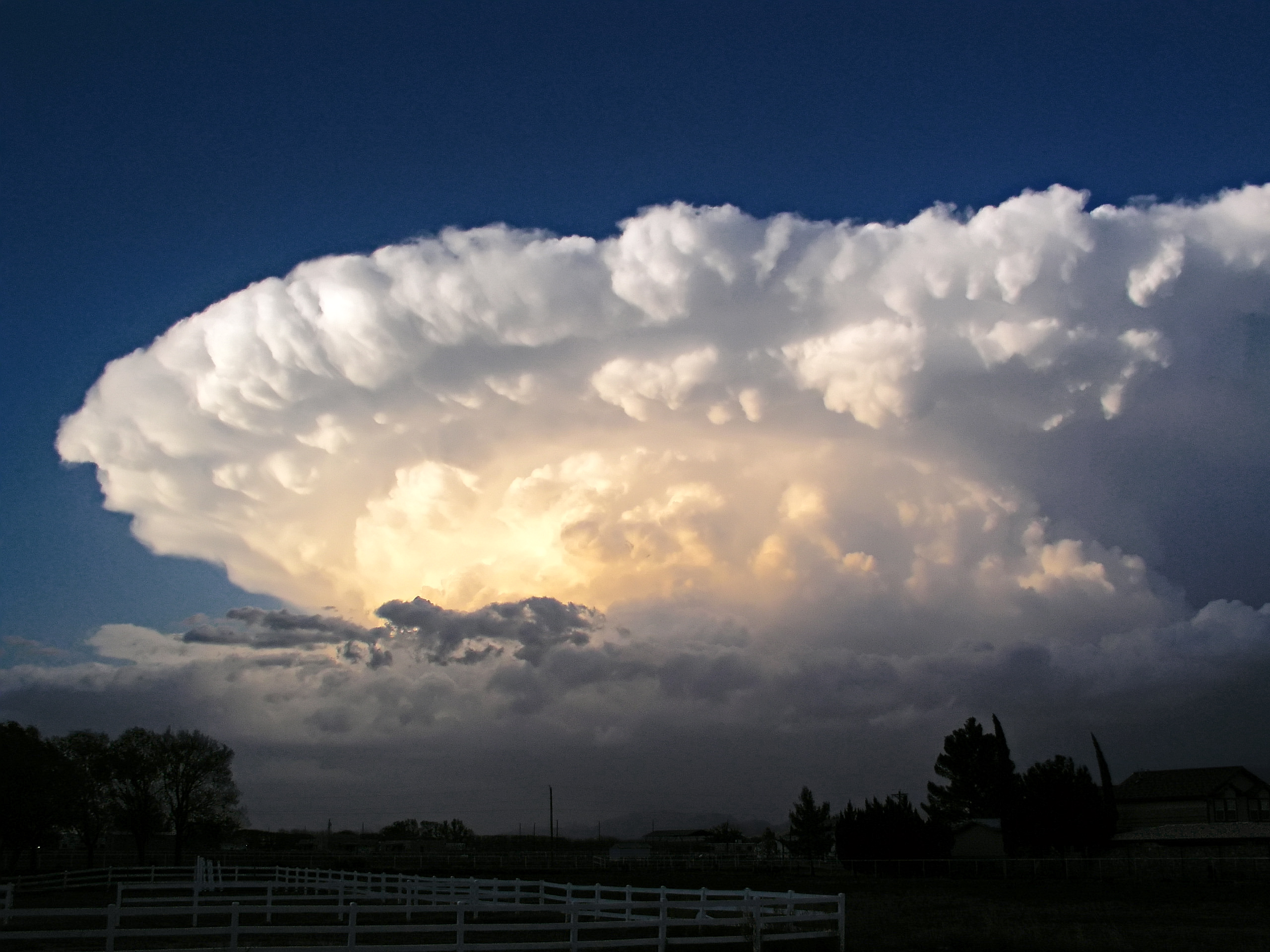
Una tempesta.

Gli ecosistemi sono costituiti da una o più comunità di organismi viventi (animali e vegetali), e da elementi non viventi (abiotici), che interagiscono tra loro; una comunità è a sua volta l'insieme di più popolazioni, costituite ognuna da organismi della stessa specie. L'insieme delle popolazioni, cioè la comunità, interagisce dunque con la componente abiotica formando l'ecosistema, nel quale si vengono a creare delle interazioni reciproche in un equilibrio dinamico controllato da uno o più meccanismi fisico-chimici di retroazione (detti anche "feedback").
Carl Troll, nel 1939, dall'esame di alcune serie storiche di foto aeree, notò che gli ecosistemi mostravano una tendenza ad aggregarsi in configurazioni unitarie (denominate principalmente Macchie, Isole e Corridoi). Ricordando la dizione di Alexander von Humboldt, Troll chiamò tali formazioni "paesaggi".

#### Ipotesi Gaia
L'ipotesi Gaia è la teoria, inizialmente avanzata da James Lovelock nel 1969, ma già anticipata da Giovanni Keplero nel diciassettesimo secolo, secondo la quale tutti gli esseri viventi sulla Terra contribuirebbero a comporre un vasto ed unico organismo (chiamato Gaia, dal nome della dea greca), capace di autoregolarsi nei suoi vari elementi per favorire a sua volta le condizioni generali della vita.

## Naturale e artificiale
Il concetto più tradizionale della natura, che può essere usato ancora oggi, implica una distinzione tra naturale ed artificiale: con "artificiale" si intende cioè che è stato creato dall'opera o da una mente umana. A seconda del contesto, il termine "naturale" potrebbe anche essere distinto dall'innaturale, dal soprannaturale e dall'artefatto.

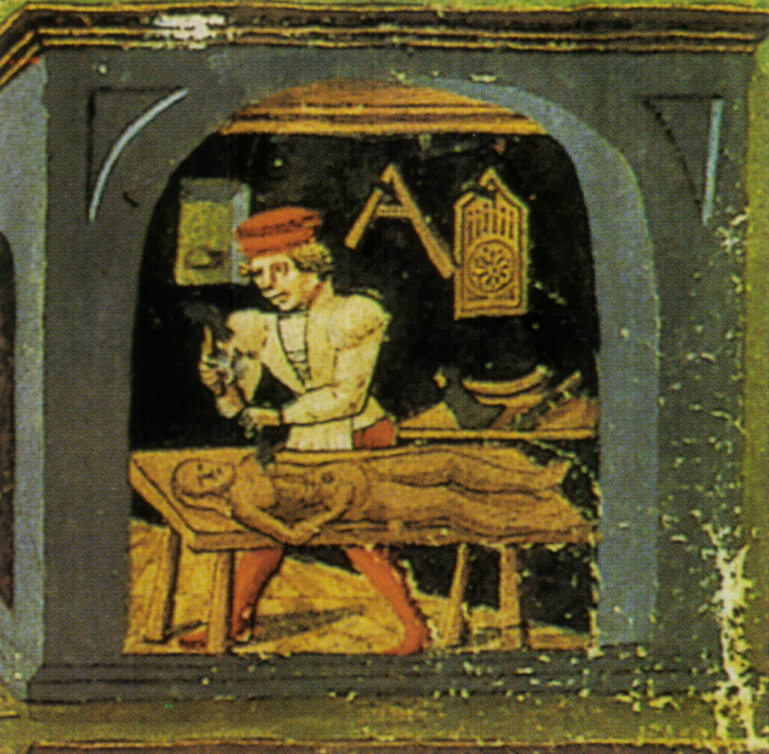
Bottega dello scultore, miniatura del XV secolo che raffigura l'opera umana di modifica degli elementi e degli arredi naturali

Le difficoltà nella definizione stessa della natura comportano un'ambiguità nel rapporto tra uomo e natura.
Alle volte il concetto è usato in senso derivato per riferirsi a quelle zone create dall'uomo, ma dove grande spazio è riservato alle popolazioni vegetali e animali. Si può parlare ad esempio della natura di una foresta, anche se coltivata e sfruttata da secoli. In tal caso ci si riferisce a una modalità di gestire l'ambiente da parte degli umani, piuttosto che all'assenza di intervento umano.
L'idea di natura è stata rielaborata dalla cultura urbana che ha formulato la mitica nozione di barbarie per definire tutto quanto si pone al di fuori della civiltà. Il fatto che il termine «selvaggio» venga usato da un lato come sinonimo di «naturale», dall'altro per denotare certi atti come particolarmente violenti o efferati, mette in evidenzia una certa tendenza ideologica, piuttosto inconsapevole, a considerare parte della natura come estranea alla cultura dominante, come qualcosa di primitivo se non di malevolo.
Paradossalmente accade anche che, in altri contesti, la parola «naturale» possa venire usata nel linguaggio corrente come sinonimo di «normale», «legittimo» o «logico», come la fonte cioè dei principi più retti dell'uomo civilizzato.
Lo sviluppo della scienza e della tecnologia negli ultimi due secoli è stato a sua volta in gran parte accompagnato da una certa contrapposizione ideologica tra uomo e natura; la conoscenza viene generalmente considerata uno strumento di dominio della natura piuttosto che un mezzo per vivere in armonia con essa. L'epoca moderna ha visto d'altra parte lo sviluppo della teoria della legge naturale, che pone in risalto i diritti dell'uomo, il quale sarebbe stato dotato dalla natura di prerogative inalienabili; in tale contesto si fa riferimento ad una natura umana senza implicare necessariamente l'appartenenza ad una natura ancestrale.

## Tutela della natura

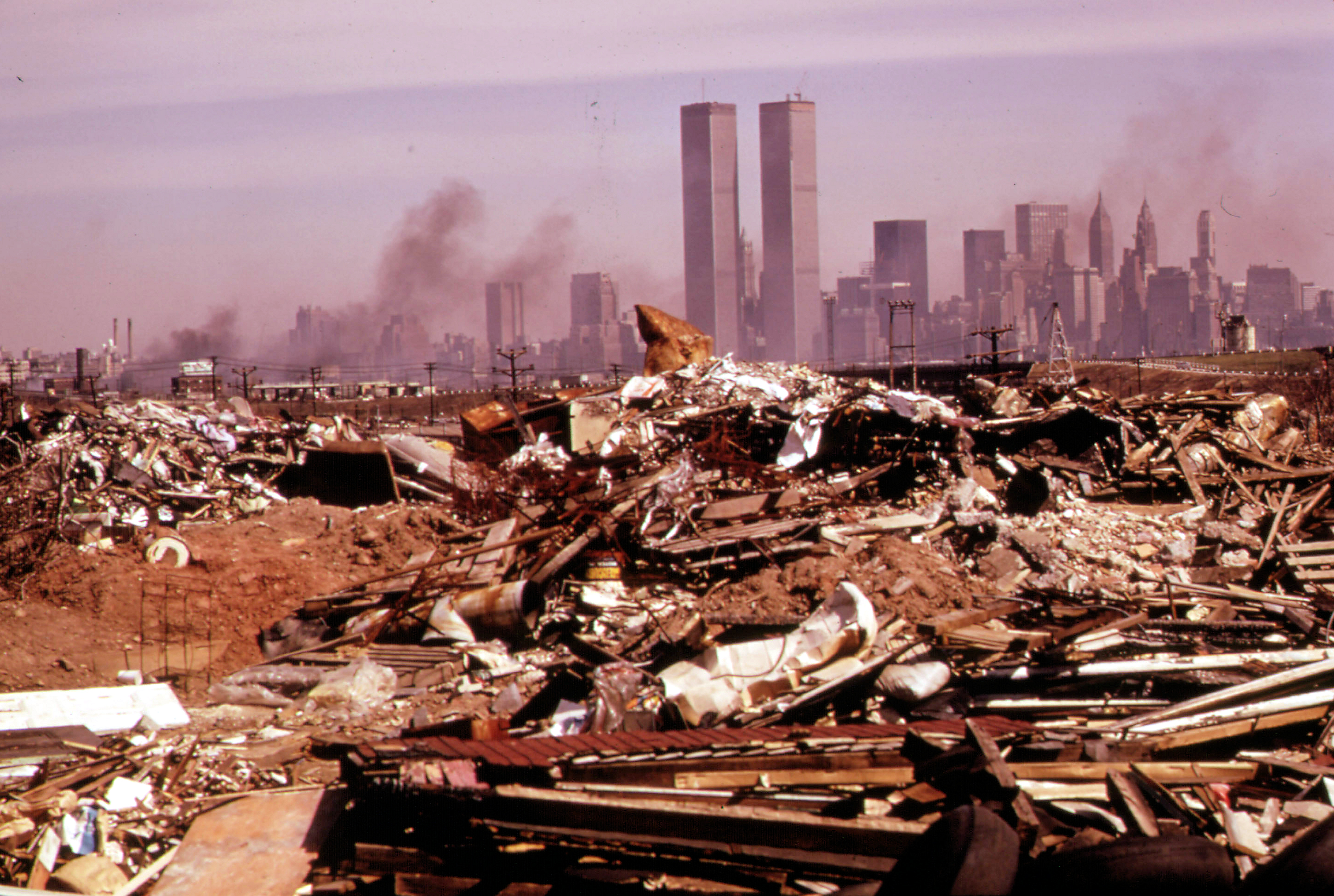
Lo sfruttamento del suolo e il problema dello smaltimento dei rifiuti procede di pari passo con la crescente urbanizzazione.

La crescente industrializzazione ed urbanizzazione del pianeta ha posto il problema della conservazione della natura in forme nuove e sempre più urgenti. Agli ambienti naturali si sono andati via via sostituendo paesaggi artificiali, che oltre a distruggerne l'amenità, ne hanno alterato la loro peculiare storia ecologica.
Sin dalla preistoria l'uomo è intervenuto a modificare il paesaggio naturale, attraverso disboscamenti e l'introduzione di colture e animali di importazione, con grave danno per la flora e la fauna locali, oltre che di quelle non addomesticabili. Ma è stato soprattutto a partire dalla rivoluzione industriale che l'umanità si è dotata di mezzi molto più invasivi, che deturpano gli ambienti fino a provocarne spesso la desertificazione.
Fra le principali cause della distruzione della natura vi sono:
- inquinamento, ed emissioni di gas serra;
- sfruttamento delle risorse naturali, deforestazione, agricoltura intensiva con uso di pesticidi, pesca massiccia;
- estinzione di numerose specie viventi;
- ignoranza dell'ambiente biofisico, mancanza di cultura ecologica.

Alle alterazioni della natura ha contribuito inoltre la crescita esponenziale della popolazione umana, soprattutto nei paesi del Terzo Mondo.
Con la ricerca scientifica si riesce soltanto a rimediare per lo più parzialmente ai danni, cercando di razionalizzare lo sfruttamento del suolo, arginare la diffusione dei parassiti e limitare l'inquinamento. Per il resto, la lenta crescita di consapevolezza dell'importanza di tutelare la natura nei paesi industrializzati ha portato a provvedimenti come l'istituzione dei parchi naturali, sin dal XIX secolo.
Dopo la seconda guerra mondiale sono sorte alcune organizzazioni internazionali per la difesa della natura come l'IUCN, il WWF, l'UNESCO, l'UNEP. Dagli anni ottanta le varie nazioni del pianeta hanno iniziato a partecipare a delle conferenze su scala globale per trattare soprattutto dei problemi del clima, con risultati di scarsa efficacia.